# X46Cr13
Le X46Cr13 est un acier inoxydable martensitique trempable d’usage commun défini suivant la norme EN ISO 10088 et pouvant être facilement approvisionné dans divers formats. On le trouve principalement sous cette appellation (norme européenne), ainsi que dans le langage courant sous les noms Z40C13 (ancienne norme française) ou 420C (norme américaine AISI).

## Avantages et inconvénients

### Avantages
Avec un taux de carbone de 0,46 %, il s'agit d'un acier intermédiaire dans la famille des aciers inoxydables martensitiques dont le taux de carbone est généralement situé entre 0,15 et 1,5 %. Il constitue à ce titre un bon compromis entre la résistance à la corrosion et la dureté, qui peut atteindre jusqu'à 56 HRC.

### Inconvénients
S’agissant d’un standard décliné sous de nombreuses marques, il en existe plusieurs qualités dépendant de paramètres de fabrication qui influencent par exemple le taux d’écrouissage, la propreté inclusionnaire, la taille de grain, la présence d’austénite résiduelle ou la quantité de sulfures. Ces paramètres peuvent avoir un effet notoire sur la résistance à la corrosion, la résistance à la fatigue ou à l’usure.
De par ce fait, le X46Cr13 a parfois mauvaise presse auprès de certains passionnés de couteaux qui ont eu des mauvaises expériences avec des aciers de ce type de mauvaise qualité. Il y a aussi des confusions entre le 420C et le 420J2, un acier moins dur,. 
À l’inverse, le 420HC de Buck et le 12C27 de Sandvik (principal acier utilisé pour les couteaux pliants à Thiers) sont des aciers X46Cr13 de très bonne réputation,.
Sa composition chimique est relativement basique. Il est constitué uniquement de fer, de carbone et de chrome. D’autres aciers de base similaire utilisent aussi d’autres éléments d’alliage comme le molybdène, l’azote, le vanadium, ce qui leur permet d’atteindre de meilleures performances à la fois en dureté et en corrosion : par exemple, le N680, vendu nettement plus cher.

## Usages
Cet acier est utilisé pour des applications variées. On le retrouve notamment en coutellerie, pour des instruments chirurgicaux, dans l'industrie agroalimentaire, et surtout pour de nombreuses applications industrielles, telles que des roulements, de la visserie spéciale, des vannes, des valves, des pompes, et des pièces d'usure de nombreuses machines. Il est également employé pour des appareils de mesure physiques (pieds à coulisse, calibres, etc.).

## Dénominations suivant les différentes normes
- EN numérique : 1.4034
- EN symbolique : X46Cr13
- AFNOR ancienne version : Z40C13, Z44C14
- AISI : 420C
- ASTM : F899
- UNS (en) : S 42000
- JIS : SUS420
- GOST : 40Ch13 ou 40X13
- PN (pl) : 4H14

## Composition
D'après la norme EN ISO 10088.
- Carbone : 0,46 % (–3 / +4)
- Chrome : 13 % (–0,5 / +1,5)
- Silicium : < 1 %
- Manganèse : < 1 %
- Phosphore : < 0,04 %
- Soufre : < 0,03 %

## Propriétés
Les propriétés mécaniques, électriques, magnétiques, thermiques, de corrosion, et environnementales proviennent des références indiquées ci-contre,.

### Caractéristiques mécaniques

#### Indépendantes du traitement thermique
- Densité : 7,7
- Module de Young : 215 000 MPa
- Coefficient de Poisson : 0,235

#### À l'étatrecuitsans écrouissage
Dans cet état, le matériau présente sa dureté la plus faible.
- Dureté : 245 HB (~23 HRC[11])
- Contrainte de rupture en traction Rm : 1 800 MPa
- Limite d'élasticité en traction Re0,2 : 1 400 MPa
- Allongement à la rupture : 6 %
- Résilience Charpy entaillé : 14 J

#### À l'étattrempé, avec un revenu à200°C
Dans cet état, le matériau présente sa dureté la plus importante avec un traitement thermique respectant la norme EN ISO 10088.
- Dureté : 56 HRC maximum
- Contrainte de rupture en traction Rm : 1 800 MPa
- Limite d'élasticité en traction Re0,2 : 1 400 MPa
- Allongement à la rupture : 6 %
- Résilience Charpy entaillé : 14 J

### Caractéristiques électriques et magnétiques
- Résistivité électrique : 0,55 Ω mm2 m−1
- Conductivité électrique : 1,82 S mm2 m−1
- Magnétique : oui
- Perméabilité magnétique relative : 700 µr

### Caractéristiques thermiques
- Température limite d'utilisation en continu : 650 °C ou 50 °C en dessous de la température de revenu sous peine de perdre de la dureté
- Température de fusion : 1 440 °C
- Coefficient de dilatation thermique : 11 × 10−6 K−1
- Conductivité thermique : 30 W/(m.K)
- Capacité thermique massique : 460 J/(kg.K)

### Résistance aux environnements agressifs
- PREN (Pitting resistance equivalent number (en)) : 14 (le PREN permet uniquement de comparer entre eux des aciers ayant un taux de carbone similaire)
- Le taux de chrome supérieur à 13 % permet de classer cet acier parmi les aciers inoxydables. Cependant, les aciers inoxydables martensitiques ont une résistance à la corrosion nettement inférieure à celle des aciers inoxydables austénitiques, ferritiques ou duplex. En échange, ils ont une dureté inégalée par ces matériaux. La raison est que le fort taux de carbone, qui donne la dureté, entraine la formation de carbures de chrome et limite la quantité de chrome libre pouvant former la couche passive.

### Caractéristiques écologiques
- Émissions de CO2 dégagées par la fabrication de la matière : 2 kg CO2/kg
- Énergie utilisée pour la fabrication de la matière : 27 MJ/kg
- Eau utilisée pour la fabrication de la matière : 100 l/kg

### Exemples de fiches techniques commerciales
- Chronifer M-13 – Acier inoxydable martensitique trempable [PDF], Klein Metals
- Fiche technique X46Cr13 - 1.4034 [PDF], Eurotechni
- Acier inoxydable : Acier martensitique, inoxydable, trempable 1.4034 [PDF], Hertsch AG
- 1.4034 [PDF], Lucefin
- X46Cr13, Virgamet
- Sinoxx 4034 Steel, SIJ Group
- R45 [PDF], Dörrenberg Edelstahl
- Acier inoxydable trempable N540 [PDF], Bohler-Uddeholm
- Acier ferrito-martensitique, trempable Remanit-4034 [PDF], ThyssenKrupp
- Sandvik 12C27M knife steel, Sandvik (version proche laminée plusieurs fois à froid)